# مقاطعة هيمبستيد (أركنساس)
مقاطعة هيمبستيد (بالإنجليزية: Hempstead County)‏ هي إحدى مقاطعات ولاية أركنساس في الولايات المتحدة الأمريكية.

## أعلام
- إدوارد كروس
- اورين هاريس